# Net.hr
Net.hr je jedan od prvih hrvatskih informativnih mrežnih portala, pokrenut 28. studenog 2000. godine. Prvotno je nosio naziv IskonInternet, zatim IskonPortal, a konačno ime net.hr dobio je u ljeto 2006. godine. 
Portal se istaknuo po inovativnom pristupu i strukturi vijesti, izvještavajući o aktualnim zbivanjima na jedinstven način.[nedostaje izvor] Osim vijesti, portal je nudio i zabavne sadržaje, s posebno istaknutom rubrikom Webcafe, koja je bila poznata po objavljivanju otkačenih i opuštenijih informacija.[nedostaje izvor]
Dana 20. lipnja 2008. godine, net.hr, tada u vlasništvu tvrtke Adriatic Media d.o.o., potpisao je ugovor s globalnim investitorom Warburg Pincus LLC, što je omogućilo daljnji razvoj portala. U srpnju iste godine, češki portal centrum.cz postao je dio uprave Net.hr-a. U tom razdoblju, predsjednik uprave Adriatic Media d.o.o. bio je Karlo Rosandić, koji je napustio tu poziciju u ožujku 2009. godine.[nedostaje izvor]
Net.hr je prošao kroz razne upravne promjene sve do 2019. godine, kada ga kupuje RTL , a 2022. skupa postaju dijelom CME grupacije . U siječnju 2024. Net.hr i danas.hr (dotadašnji informativni portal RTL Televizije, prvotno pod nazivom vijesti.hr) zajedno postaju jedan portal.

## Glavni urednici
- Ines Čović-Pavišić (2024. - danas)
- Bojan Terglav
- Filip Raunić
- Dražen Arapović
- Dalibor Dobrić
- Tomislava Sila
- Stjepan Balent
- Bojan Divjak
- Đivo Đurović

## Vanjske poveznice
- Službena web-stranica